# 共治
共治是存在于同僚之间的协作性关系。也特指罗马天主教会中主教们和教宗共同参与的协作施政。
在現代社會的工商業，通常稱作同事；在工廠，舊稱工友；在宗教或社會服務機構，則可稱作同工；一起作修行的，則是同修；有相同遠大志向的則是同志。

## 定义

### 同僚和同僚组织
在英语中，colleague（同僚）指的是为了共同的目标而明确地团结在一起，相互尊重彼此能力和义务的一群人。同僚一词在狭义上常用于指代大学或学院的某个院系的教职工成员，而在广义上则常被用于指代因为具有相同的专业、出身或者宗教信仰等背景，为了共同的目的而团结在一起的一群人。同僚组织根据其具体情况会有不同的专用称呼，如：团队、代表团和选举团等。

### 共治的定义
collegiality（共治）最早见于1887年，用于指代同僚之间相互尊重彼此的能力和义务，为了达成共同的目标而努力的关系。在社会学中共治指的是权利被身份平等的人所共有的一种组织形式。共治与官僚制的概念在社会学中是对照的。
马克斯·韦伯将共治理解为独裁者防止专业人士挑战极权的一种手段。美国学者埃利奥特·弗雷德森（Eliot Freidson）、澳大利亚学者马尔科姆·沃特斯和法国学者埃曼努艾尔·拉杰加（Emmanuel Lazega）则将共治看作是一种成熟的组织形式，用来解释在知识密集型的组织内部独立个体是如何共同协作进行非常规任务的。根据共治存在的组织的不同，其具体的实现方式、行为准则等可以有很大的差异，例如在公司、教区和实验室各自表现出来的共治形式是很不一样的。

## 实例

### 罗马的共治
在罗马共和国，共治主要体现在罗马元老院中的每个长官职位均由至少两名的偶数人数担任的惯例。如此设计的目的是将权力和责任分摊到多个人身上，以防止产生独裁者并确保长官的工作能更富有成效。这种惯例的形式如下：
- 执政官，两位
- 监察官，两位
- 裁判官，六位
- 财务官，八位
- 市政官，四位
- 保民官，十位
- 十人委员会，等等

值得注意的是罗马的共治也存在例外，如最高祭司和第一元老皆为一人担任。但大多数情况下只是礼仪上的而不是与实权有关的职位。另外在非常时期才存在的特殊长官（Magistrarus extraordinarii）职位：独裁官和骑士统领也是由一人担任。而国家重建三人委员会这个在特定历史时期才存在过的职位则为三人（前三头同盟和后三头同盟）担任。

### 天主教的共治
共治也被用来特指罗马天主教会中主教们和教皇分担施政和牧师工作的原则。这个原则在第二次梵蒂冈大公会议时确定，但它的起源时间要更早。在该会议后天主教会发生的最明显的变化就是转向鼓励主教团的工作。
在天主教会内部有传统派批评共治原则违背了他们对于“只有教皇才拥有在凌驾于主教之上的权力”之天主教信仰的认知，认为主教团制度会迫使某位主教不得不跟随会议的多数票决行事，因此可能有损每位主教本身的独立性，而主教团也可能会通过在宗教会议上要求凌驾于教皇之上的权力从而逐渐架空其权威。支持者们则强调共治的目的并不是为了矮化教皇的角色。

### 学术界的共治
在大学和其它高等教育机构的管理模式中一直存在着鲜明的共治色彩，这是学术界本身提倡思想独立和相互尊重的环境所决定的，这一点在研究导向的机构身上体现得尤为明显。共治常被用来与管理主义（专业管理者在领导地位，阶层结构表现得更为明显）做对比。

## 另見
- 伙伴
- 共治国王列表